# 剛毛囊鼠屬
剛毛囊鼠屬（剛毛囊鼠），哺乳綱、囓齒目、更格盧鼠科的一屬，而與剛毛囊鼠屬（剛毛囊鼠）同科的動物尚有小囊鼠屬（白耳小囊鼠）、棘小囊鼠屬（彩棘小囊鼠）等之數種哺乳動物。